# 延吉市第一高級中学
延吉市第一高級中学（えんきつしだいいちこうきゅうちゅうがく、中国語: 延吉市第一高级中学、朝鮮語: 연길시제1고급중학교、英語: Yanji No.1 Senior High School）は、1915年に創立させた中国吉林省延辺朝鮮族自治州延吉市にある公立高級中学、延吉市一中とも呼ばれる。1978年3月、吉林省の重点高校と定められた。

## 沿革
- 1915年 - 延吉道尹公署の資金のもとで、延吉道立第二中学として延吉市に設立された。当時のキャンパスは、60棟の四合院建築で構成されていた[6]。
- 1920年 - 延吉道立第二中学は延吉道立師範学校と合併し、吉林省第四師範学校に改名した[7]。
- 1934年 - 名称は延吉師範学校に変更した。
- 1938年 - 間島省立国民高等学校と間島省立教員師範学校、間島省立国民高等学校に分割された。
- 1945年-1946年 - 満州国崩壊後、間島省立第二国民高等学校と再編成され、延吉第一初级中学に改名した。
- 1963年 - 名称は延吉市第一中学に変更した。
- 1978年3月 - 吉林省の重点高校と定められた[5]。
- 1988年 - 名称は延吉市第一高級中学に変更した[8]。